# IC 1184
IC 1184 је двојна звијезда у сазвјежђу Херкул која се налази на листи објеката дубоког неба у Индекс каталогу.
Деклинација објекта је + 17° 47' 21" а ректасцензија 16h 5m 42,9s.